# Kunsthal
Kunsthal là một viện bảo tàng ở Rotterdam, Hà Lan khai trương năm 1992. Bảo tàng nằm ở Công viên bảo tàng Rotterdam bên cạnh Natuurhistorisch Museum Rotterdam (Bảo tàng lịch sử tự nhiên Rotterdam) và gần Museum Boijmans Van Beuningen. Cửa vào bảo tàng từ Westzeedijk. Bảo tàng này không có bộ sưu tập thường trực nhưng tổ chức một số cuộc triển lãm tạm. Công trình do kiến trúc sư Rem Koolhaas thiết kế kiến trúc. Bảo tàng này có hệ thống an ninh hiện đại. Nhân kỷ niệm 20 năm ngày thành lập, bảo tàng Rotterdam trưng bày các tác phẩm của Quỹ Triton, một trong 200 nhà sưu tập nghệ thuật hàng đầu thế giới. Ngày 16 tháng 10 năm 2012, bảo tàng bị mất cắp 7 bức tranh của 6 danh họa lớn Picasso, Monet, Gauguin, Matisse, Mayer de Haan và Lucian Freud trị giá 100 triệu USD.
Các bức tranh bị mất trộm gồm:
- Pablo Picasso: Tête d'Arlequin (1971)
- Henri Matisse: La Liseuse en Blanc et Jaune (1919)
- Claude Monet: Waterloo Bridge, London (1901)
- Claude Monet: Charing Cross Bridge, London (1901)
- Paul Gauguin: Femme devant une fenêtre ouverte, dite la Fiancée (1888)
- Meijer de Haan: Autoportrait (khoảng năm 1889-91)
- Lucian Freud: Woman with Eyes Closed (2002)